# Ben Wattenberg
Benjamin Joseph Wattenberg (nacido Joseph Ben Zion Wattenberg; 26 de agosto de 1933 - 28 de junio de 2015) fue un autor, comentarista político neoconservador y demógrafo estadounidense, asociado con presidentes y políticos republicanos y demócratas en las décadas de 1960 y 1970. y los años 80.
Durante su carrera de 60 años, desafió y reformuló la sabiduría convencional a través de sus publicaciones al menos una vez por década.

## Primeros años y educación
Joseph Ben Zion Wattenberg nació el 26 de agosto de 1933 de judíos inmigrantes de Europa del Este en El Bronx. Creció en Sholem Aleichem Houses, que fue construida por socialistas yiddish en la década de 1920, y asistió a DeWitt Clinton Escuela secundaria. En 1955, se graduó de Hobart College con especialización en inglés. De 1955 a 1957, estuvo en la US Air Force, con sede en San Antonio.[cita requerida] Su primer puesto como escritor fue como experto marino y editó Rivers & Harbors y Water Transportation Economics, y ' 'Enciclopedia de ciencia y tecnología de McGraw-Hill.
En 1975, Hobart College otorgó a Wattenberg un título honorario de Doctor en Derecho y pronunció el discurso de graduación ante la clase que se graduó ese año.

## Carrera

### Escritura
Wattenberg llamó la atención nacional por primera vez en 1965 con el libro This USA: An Unexpected Family Portrait of 194,067,296 Americans Drawn From the Census en coautoría con el director del censo Richard M. Scammon. Los autores utilizaron datos del censo de 1960 para respaldar la teoría de que Estados Unidos había entrado en una edad de oro citando disminuciones en las tasas de divorcio , muertes por accidentes de tráfico, adicciones a las drogas y abandono escolar, así como mayores oportunidades económicas y educativas para los afroamericanos. Los críticos del libro citaron el movimiento por los derechos civiles y la guerra de Vietnam para llamarlo propaganda de la sociedad estadounidense. Su proceso de superposición de datos con narrativa condujo a la creación del término "." La publicación llamó la atención de Lyndon B. Johnson y Wattenberg se convirtió en redactor de discursos de la Casa Blanca en 1966. Más tarde se convirtió en asesor de Hubert Humphrey Contienda por el Senado de 1970 y el concurso del senador Henry M. Jackson para la Nominación presidencial demócrata de 1972 y las primarias presidenciales del Partido Demócrata de 1976, y sirvió en los comités de plataforma de la 1972 y la Convención Nacional Demócrata de 1976 .[cita requerida]
En 1970, Wattenberg se asoció de nuevo con Richard M. Scammon para escribir "La mayoría real", sondeos y encuestas para argumentar que el electorado estadounidense era centrista, y que los partidos o candidatos, para ser viables, deben apelar a la "mayoría real" del electorado en el centro. La mayoría real fue descrita como “de mediana edad, de clase media y de mentalidad media” y, por lo tanto, los políticos deben moverse hacia el medio para mantenerse en contacto con la corriente principal de Estados Unidos. Como demócrata, Watternberg pretendía que el análisis ser adoptado por su partido, en cambio, las piedras de toque culturales de la raza, el crimen y la pobreza fueron la base de las estrategias de campaña de la administración de Richard Nixon en las elecciones al Congreso de 1970 y Elección presidencial de Estados Unidos de 1972.[cita requerida]
Después de la derrota del senador George McGovern en 1972, Wattenberg ayudó a fundar la Coalición para una Mayoría Democrática, que se centró en cuestiones de bolsillo y temas centristas para hacer que el partido volviera al centro. En 1978, fue patrocinado por el American Enterprise Institute (AEI) en Washington D. C. para publicar la revista Public Opinion. Su El libro de 1984, La buena noticia es que la mala noticia es incorrecta, sugirió que Estados Unidos no tenía tantos problemas como proclamaban los medios y los liberales, a pesar de la agitación económica y social.
En 1995, su libro Values Matter Most llamó la atención del presidente Bill Clinton y examinaba cómo los temas centralistas del partido republicano habían ayudado a obtener victorias en el Congreso en 1994. La publicación también expresó su preocupación por el declive de los valores estadounidenses tanto en el extranjero como en el país, pero consideró que el gobierno podría ayudar a curar la "cultura de la irresponsabilidad". En 1996, Henry Louis Gates, Jr., se refirió al libro como "el libro que provocó la infame llamada telefónica de Clinton a la medianoche del alma al autor".
Como miembro sénior de AEI, escribió El primer siglo medido en 2001 con Theodore Caplow y Louis Hicks.
Sus trabajos publicados ayudaron a popularizar el término psefología, el estudio de las elecciones, y se le atribuye la introducción del término “problema socials” en el léxico político.

### Comentarista de televisión
Wattenberg fue el presentador de una serie de PBS especiales de televisión, incluidos Values Matter Most, The Grandchild Gap, America's Number One, ' 'Ben Wattenberg's 1980', 'The Stockholder Society', 'A Third Choice' (sobre el papel de los terceros en la política estadounidense), 'Heaven en la Tierra: El ascenso y la caída del socialismo, y Los demócratas. Presentó el programa de televisión semanal de PBS, Think Tank with Ben Wattenberg, de 1994 a 2010, y Anteriormente presentó las series de PBS En busca de la América real y Ben Wattenberg At Large.[cita requerida]

## Vida personal
Wattenberg era hijo del abogado inmobiliario Judah Wattenberg y Rachel Gutman Wattenberg, y era el hermano menor de la actriz Rebecca Schull. Tuvo cuatro hijos, Ruth, Daniel y Sarah con su primera esposa, la ex Marna Hade que murió en 1997, y Rachel con su segunda esposa, Diane Abelman. Wattenberg murió el 28 de junio de 2015 por complicaciones después de la cirugía.

## Filmografía
- El cielo en la Tierra: El ascenso y la caída del socialismo (2005)